# Pueblo konjo
El pueblo konjo, también llamado konzo, bakonjo,  pertenece a la etnia bantú de los lagos centrales. Habita la región de los montes Ruwenzori en el occidente de Uganda y la provincia de Kivu del Norte en la República Democrática del Congo. Alcanzan una población global de 1.421.000 personas, de las cuales 336.000 viven el Congo y 1.085.000 en Uganda.
Descienden de otros grupos bantúes que se establecieron en aquella zona durante el primer milenio de nuestra era. La tierra de los konjo fue antiguamente parte del reino Toro. Durante siglos fueron  el objetivo de las incursiones de los nyoro, los toro y los nkole. Están emparentados culturalmente con los vecinos ambo y songoro.
Hablan lukonjo, una lengua del grupo bantú lacustre occidental.

## Historia
Durante el siglo XVIII fueron sometidos a vasallaje por el reino Toro y anexionado parte de su territorio. Sufrieron ataques frecuentes de los pueblos nyoro, toro, nkole y ganda.

## Economía
Su agricultura se desarrolla en una zona montañosa de terrenos empinados atravesados por valles de un verde profundo.  La azada sigue a ser la principal herramienta de trabajo. Con ella plantan mandioca, el ñame, té y el café  con fines comerciales. Crían ovejas, cabras y cerdos. En el lago Mobutu Sese Seko (Alberto) también practican la pesca. Fueron pastores de ganado vacuno hasta que sus rebaños fueron atacados por los ganda y los nyoro, que se los quitaron.
Los konjo son  reconocidos herreros, alfareros y tejedores.

## Sociedad
El pueblo konjo se caracteriza por ser de compleción baja y robusta. Tanto que es normal ver niños cargando 20 litros de agua cuesta arriba, a cientos de metros, montaña arriba. Son pacíficos, cordiales con los visitantes y amables. Mantienen una organización del parentesco de carácter patrilineal. Practican la circuncisión.

## Religión
La religión tradicional sigue vigente aunque casi el 90% de la población participa en alguna iglesia cristiana. Practican el culto a los espíritus de los antepasados, para quienes construyen altares con hierba y ramas. Mantienen su dignidad e importancia dentro de la comunidad los directores espirituales, como es el caso de los curanderos (hombres-medicina). El espíritu principal se llama Nyabingi.